# 414 av. J.-C.
Cette page concerne l'année 414 av. J.-C. du calendrier julien proleptique.

## Événements
- Mars[1] : Athènes soutient le satrape perse révolté de Sardes, Pissouthnès, puis son fils Amorgès. Livré aux Perses envoyés contre lui par le mercenaire athénien Likon, Pissouthnès est exécuté et sa satrapie donnée à Tissapherne. Son fils Amorgès continue la lutte et reçoit à son tour l’aide des Athéniens[2].
- Mars-avril : Les Oiseaux, comédie d’Aristophane , Monotropos (Le Misanthrope), comédie de Phrynichos et Les Bambocheurs d'Amipsias sont jouées aux Grandes Dionysies à Athènes[3].
- Printemps : 
  - Premiers succès athéniens en Sicile. Au cours de l'expédition de Sicile, les Athéniens, dirigés par Nicias (Lamachos meurt au combat), mettent le siège devant Syracuse qu’ils entourent d’un double mur[4].
  - Les Spartiates marchent contre Argos jusqu’à Cléones, puis se retirent à la suite d’un tremblement de terre[4].
  - Les Argiens battent les Lacédémoniens à la bataille de Thyréa[4].

- Août : la paix de Nicias est officiellement rompue, et les spartiates envoient Gylippe en Sicile. Après avoir recruté des troupes en Italie, il parvient en août à Syracuse, qui n’est pas encore prise[4].

- 10 octobre[5] : à Rome, entrée en fonction de tribuns militaires à pouvoir consulaire : Caius Valerius Potitus Volusus, Numerius Fabius Vibulanus, Publius Cornelius Cossus, Quintus Quinctius Cincinnatus[6].

- Octobre : Gylippe gagne la bataille des retranchements et enferme les Athéniens dans la rade de Syracuse, où ils sont éprouvés par une forme de paludisme inconnue en Grèce propre. Nicias demande de l’aide à Athènes[4].
- Décembre : Eurymédon est envoyé avec 10 navires et de l’argent pour soutenir Nicias en Sicile[7].

- Hiver : à l’instigation d’Alcibiade, Sparte occupe le port de Décélie en Attique, qu’elle fortifie[4].

## Décès
- Lamachos, général athénien et stratège.